# Tu-143 (航空機)
Tu-143
Tu-143 "Reys"
- 用途：偵察
- 分類：UAV
- 製造者：ツポレフ
- 運用者ソビエト連邦
ロシア
ウクライナ
- 初飛行：1970年(Tu-243は1987年)
- 生産数：950機
- 生産開始：1973–1989 (Tu-243 1994-)
- 運用開始：1976 (officially adopted in 1982) (Tu-243 1999)

ツポレフ Tu-143リース（ロシア語: Рейс）とはソビエト連邦の偵察用無人航空機である。1970年代後半から1980年代にソ連陸軍、ワルシャワ条約機構下の各国、中東の同盟国で就役した。本機には偵察ポッドが搭載されており、内蔵された画像記録はそこから飛行終了後に回収される。

## 経歴

### 開発

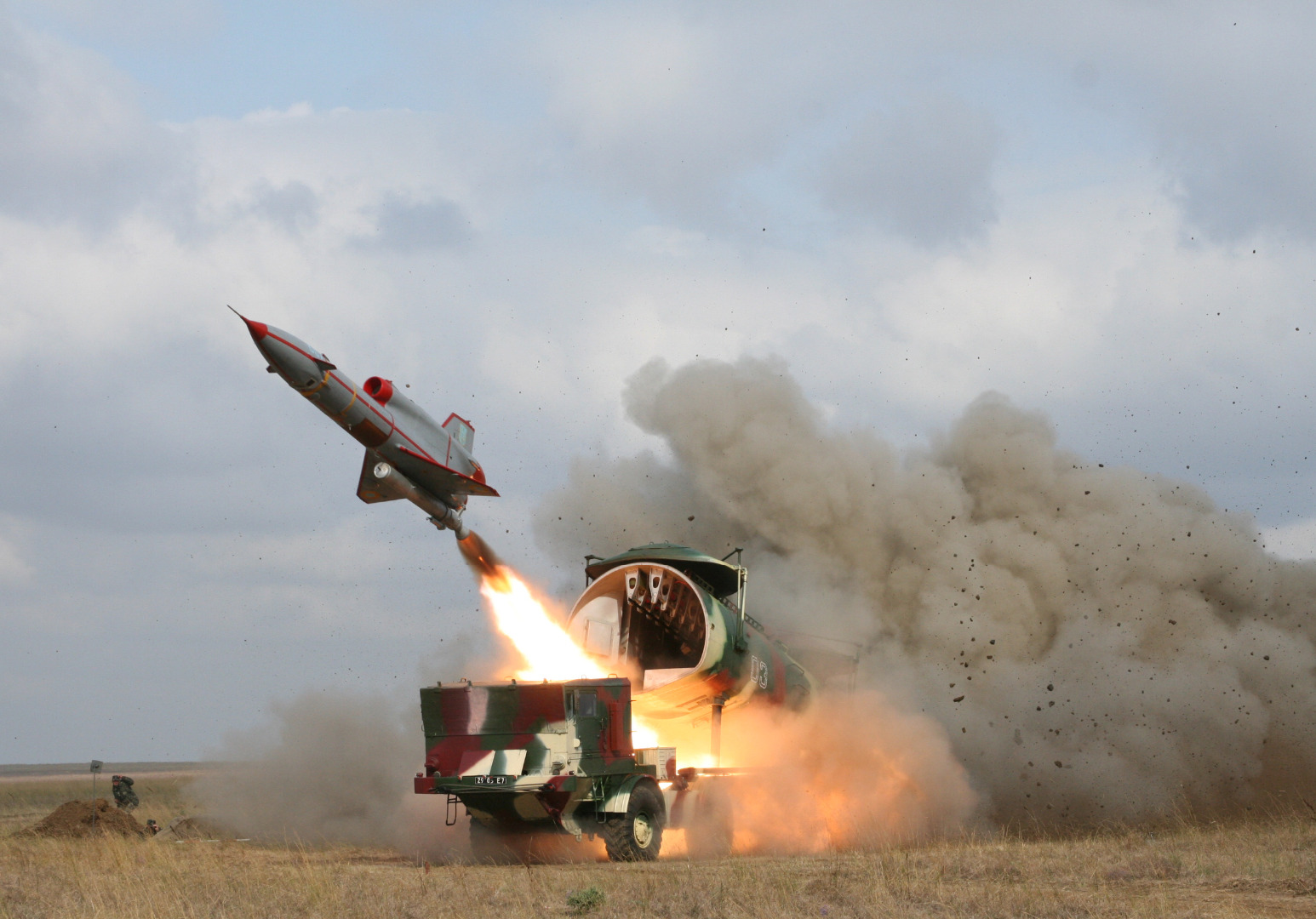
発進台の上のTu-143

1976年に就役した。外見はTu-141に似ているが、より小型である。1970年代から1980年代に950機が生産された。
60-70kmと短距離の戦術的な偵察システムであり、低空飛行能力を持つ。JATOによるブーストを用いて台車から発進され、推力5.8kNのTR3-117ターボジェットエンジンで駆動する、着陸時にはパラシュートで降下する。
初期の型ではフィルムカメラを搭載した。のちの型ではTVもしくは放射線検出用の装置を積みデータリンクによって地上基地へデータを送信する機能を備えた。
シリアは1982年のレバノン戦争中に、Tu-143をイスラエルとレバノン上空の偵察任務に使用した。同様にアフガニスタン紛争 (1978年-1989年)において、アフガニスタン内のソ連軍が本機を投入した。

### M-143派生型
M-143は標的用ドローン型である。1980年代中期に就役した。

### Tu-243派生型
1990年代後期、Tu-143は似ているものの改善の施された「Tu-243リース-D」に代替された。この機体は燃料容量を増加し、航続距離をおよそ2倍に伸ばすために胴体を25cm延長している。本機は推力6.28kNに出力を上げたTR3-117エンジンを積み、低空での誘導性を改善している。

### Tu-300派生型
1995年からツポレフはさらに洗練をくわえた「Tu-300 Korshun」の売り込みを始めた。これは後継機に似ているが、機首部にアンテナドームを設け、近代的なセンサー群と電子装置システムのための機首フェアリングをつけている。本機はセンターライン上のセンサーポッドもしくは弾薬用のパイロンを特徴とする。1990年代後半、経済上の問題によって開発は停止を余儀なくされたが、2007年には作業が再開されている。

## 運用国

### 現運用国
北朝鮮朝鮮人民軍空軍
ロシア連邦*(2016年時点で訓練標的用として存在)。
 シリア
 ウクライナ

### 旧運用国
ブルガリア：退役
 チェコ：VR-3 Rejs、1995年退役
チェコスロバキア：VR-3が1985年就役、チェコ共和国とスロバキアに引き渡し
 イラク
 ルーマニア：任務から退役
 スロバキア：VR-3 Rejs、退役
ソビエト連邦：ソ連の消滅時にロシアおよびウクライナに引き渡し。

## 主要諸元
ツポレフTU-143リース
- 翼幅：2.24m
- 全長：8.06m
- 全高：1.54m
- 発進時重量：1,230kg
- 最大速度：950km/h
- 実用上昇限度：5,000m
- 航続距離：200km